# 시 라이프 런던 수족관
시 라이프 런던 수족관(영어: Sea Life London Aquarium)은 영국 런던 카운티 홀 1층에 있는 수족관이다. 1997년 3월 '런던 수족관' (London Aquarium)이란 이름으로 처음 개관하였으며, 매년 100만 명이 넘는 관람객이 찾는다. 런던 아이가 근처에 자리해 있다.

## 역사
1995년 10월 옛 그레이터런던 의회 의사당 건물 부지에 건설을 시작해, 1997년 3월에 처음으로 문을 열었다.
2005년에는 에식스 대학교 컴퓨터공학부에서 제작한 로봇물고기 세 대가 전시되어 화제를 모았다. 이 로봇들은 진짜 물고기처럼 스스로 수영해 다니고 장애물을 피할 수 있다. 연구팀은 "참치의 속력, 강꼬치고기의 가속력, 장어의 방향능력"을 합치고자 하였다고 밝혔다.

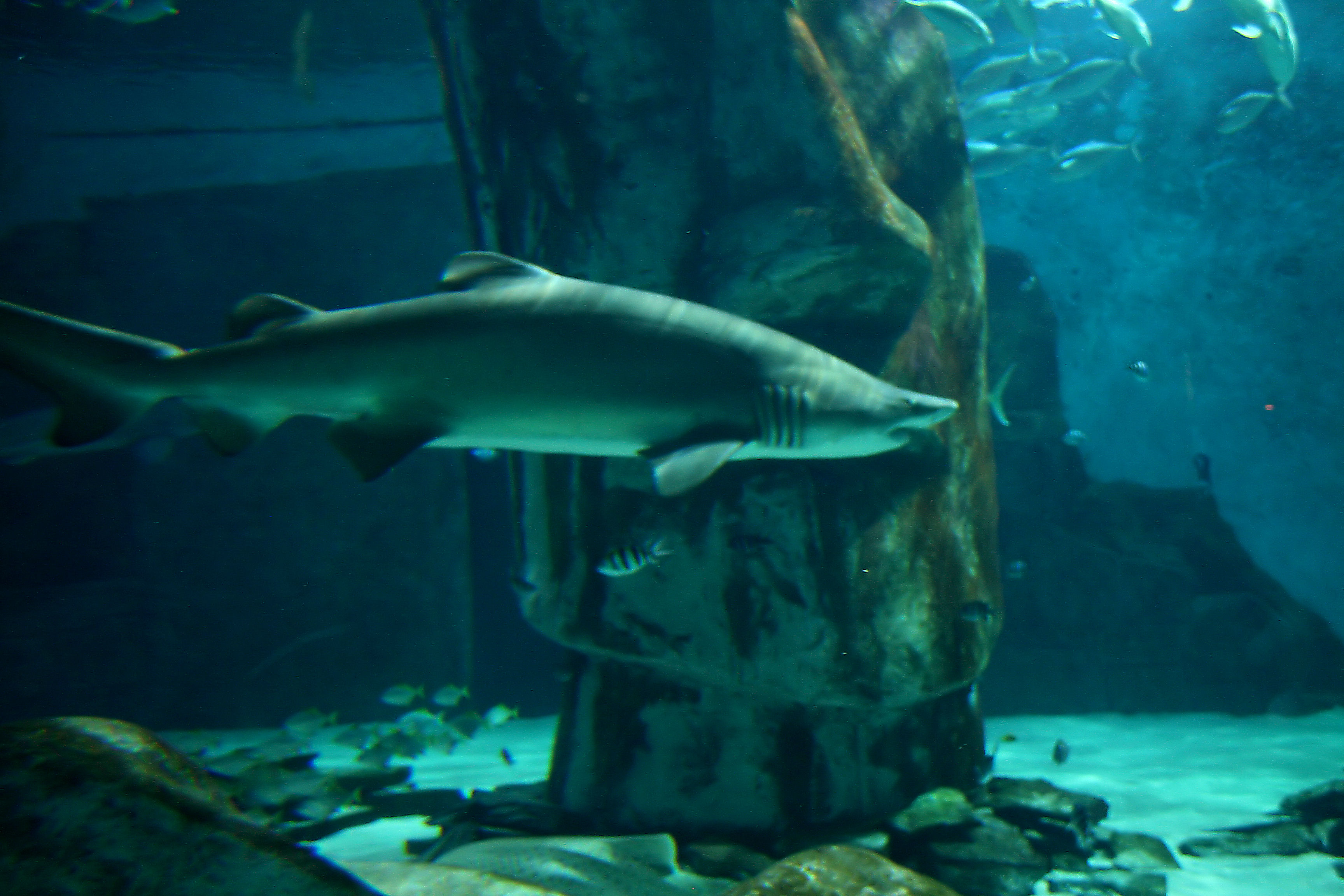
런던 수족관의 상어

2008년 4월 멀린 엔터테인먼트에서 런던 수족관을 매입하였다. 매입가는 알려지지 않았다. 이후 500만 파운드의 예산을 들여 내부 리모델링 공사에 들어갔으며, 2009년 4월에 완료하였다. 건축가 케이 엘리엇의 감독에 따라 수중터널, 상어 수족관, 새로 개조된 태평양 수족관 등을 신설하고, 관람동선을 완전히 새로 짰다. 개관과 함께 런던 수족관은 공식적으로 시 라이프 센터 브랜드에 속하게 되었다.
2011년 5월 런던 수족관은 에든버러 동물원에서 전달받은 젠투펭귄 10마리를 새로 선보였다. 2015년에는 슈렉 어드벤처관이 개관하면서 수족관을 카운티홀 내 다른 위치로 이전하였다.

## 교육
런던 수족관에는 수족관 차원에서 진행하고 있는 생물보존 캠페인을 주제로 한 교육실이 두 곳 있다. 이곳에서는 매년 4만 명에 달하는 학생들이 교육 프로그램을 받으며, 교육프로그램이 진행되지 않는 날에는 대중에 개방된다. 프로그램 중에는 쿠바악어, 해마, 해파리 등을 비롯한 사육 프로그램이 있으며, 웨일 돌핀 컨서베이션 소사이어티, 세이브 아워 시, 샤크 트러스트 등의 생물보존 단체들과의 협연 프로그램도 있다.